# Danh sách trò chơi điện tử Doraemon
Đây là danh sách trò chơi điện tử Doraemon cho hầu hết hệ trò chơi điện tử ở Nhật Bản.

## Tổng quan
| Tựa đề                                                         | Hệ trò chơi                                     | Nhà xuất bản               | Thể loại | Ngày xuất bản            |
| -------------------------------------------------------------- | ----------------------------------------------- | -------------------------- | -------- | ------------------------ |
| Doraemon                                                       | Arcadia 2001                                    | -                          | -        | -                        |
| Doraemon Nobita's Time Machine the Great Adventure             | Super Cassette Vision                           | -                          | -        | -                        |
| Doraemon (Famicom)                                             | Nintendo Entertainment System                   | Hudson Soft                | -        | 12 tháng 12, 1986        |
| Doraemon: Giga Zombie no Gyakushū                              | Nintendo Entertainment System                   | Epoch                      | -        | 14 tháng 9, 1990         |
| Doraemon: Nobita no Yousei no Kuni                             | Super Nintendo Entertainment System             | Epoch                      | -        | 19 tháng 2, 1993         |
| Doraemon 2: Nobita to torairando no kiki                       | Super Nintendo Entertainment System             | Epoch                      | -        | 19 tháng 12, 1993        |
| Doraemon 3: Nobita to Toki no Hougyoku                         | Super Nintendo Entertainment System             | Epoch                      | -        | 16 tháng 12, 1994        |
| Doraemon 4: Nobita in the Moon Kingdom                         | Super Nintendo Entertainment System             | Epoch                      | -        | 15 tháng 12, 1995        |
| Doraemon: Nobita to 3-tsu no Seirei Ishi                       | Nintendo 64                                     | Epoch                      | -        | 21 tháng 3, 1997         |
| Doraemon 2: Nobita to Hikari no Shinden                        | Nintendo 64                                     | Epoch                      | -        | 11 tháng 12, 1998        |
| Doraemon 3: Nobita no Machi SOS!                               | Nintendo 64                                     | Epoch                      | -        | 28 tháng 7, 2000         |
| Doraemon                                                       | Nintendo 64 DD                                  | -                          | -        | (hủy)                    |
| Doraemon: Minna de Asobō! Minidorando                          | GameCube                                        | -                          | -        | 18 tháng 7, 2003         |
| Doraemon 2                                                     | Game Boy                                        | -                          | -        | -                        |
| Doraemon Kart                                                  | Game Boy                                        | -                          | -        | -                        |
| Doraemon: Nobita's Dinosaur 2006 DS                            | Nintendo DS                                     | -                          | -        | 2 tháng 3, 2006          |
| Doraemon: Nobita no Shin Makai Daibouken DS                    | Nintendo DS                                     | -                          | -        | 8 tháng 3, 2007          |
| Nobita and the Green Giant Legend DS                           | Nintendo DS                                     | -                          | -        | 6 tháng 3, 2008          |
| Dorabesu Dramatic Stadium Doraemon Choyakyu Gaiden             | Nintendo DS                                     | -                          | -        | 20 tháng 12, 2007        |
| Dora-Chie: Mini-Dora Ongakutai to 7-tsu no Chie                | Nintendo 3DS                                    | -                          | -        | -                        |
| Doraeigo: Nobita to Yousei no Fushigi Collection               | Nintendo 3DS                                    | -                          | -        | -                        |
| Doraemon: Nobita to Kiseki no Shima                            | Nintendo 3DS                                    | -                          | -        | -                        |
| Doraemon: Nobita no Himitsu Dougu Hakubutsukan                 | Nintendo 3DS                                    | -                          | -        | -                        |
| Doraemon: Shin Nobita no Daimakyou                             | Nintendo 3DS                                    | -                          | -        | -                        |
| DoraKazu: Nobita no Suuji Daibouken                            | Nintendo 3DS                                    | -                          | -        |                          |
| Doraeigo: Nobita to Yousei no Fushigi Collection               | Nintendo 3DS                                    | -                          | -        | -                        |
| Fujiko F. Fujio Characters Daishuugou! SF Dotabata Party!!     | Nintendo 3DS                                    | -                          | -        | -                        |
| Doraemon - Nobita to Maigo no Kyouryuu                         | Sega Pico                                       | -                          | -        | -                        |
| Doraemon - Nobita no Machinaka Dokidoki Tanken!                | Sega Pico                                       | -                          | -        | -                        |
| Kuizu ni Charenji! Doraemon                                    | Sega Pico                                       | -                          | -        | -                        |
| Hajimema Series 6 Quiz ni Challenge! Doraemon                  | Sega Pico                                       | -                          | -        | -                        |
| Doraemon Time Machine de Daibouken!                            | Sega Pico                                       | -                          | -        | -                        |
| Doraemon Youchien wa Tanoshii na                               | Sega Pico                                       | -                          | -        | -                        |
| Doraemon Ensoku-Imohori-Undoukai                               | Sega Pico                                       | -                          | -        | -                        |
| Doraemon Yometayo-Kaketayo Hiragana Katakana                   | Sega Pico                                       | -                          | -        | -                        |
| Doraemon Kazoete-Kanzan Kazu Tokei                             | Sega Pico                                       | -                          | -        | -                        |
| Doraemon Eigo de Asobou ABC                                    | Sega Pico                                       | -                          | -        | -                        |
| Doraemon Chiiku Asobi Dorarando                                | Sega Pico                                       | -                          | -        | -                        |
| Issho ni Utaou! Doraemon Wakuwaku Karaoke                      | Sega Pico                                       | -                          | -        | -                        |
| Itsudemoisho Doraemon Set                                      | Sega Pico                                       | -                          | -        | -                        |
| Doraemon Tanoshiku O-keiko Hiragana Katakana                   | Sega Advanced Pico Beena                        | -                          | -        | -                        |
| Doraemon Tanoshii Enseikatsu Yōchien Hoikuen                   | Sega Advanced Pico Beena                        | -                          | -        | -                        |
| Doraemon Chinō Daikaihatsu! Wakuwaku Gēmu Rando                | Sega Advanced Pico Beena                        | -                          | -        | -                        |
| Doraemon Wakuwaku Sekai Isshū Gēmu ~Asonde Oboeru Chizu Kokki~ | Sega Advanced Pico Beena                        | -                          | -        | -                        |
| Doraemon Wii                                                   | Nỉntendo Wii                                    | Sega                       | -        | ngày 6 tháng 12 năm 2007 |
| Doraemon: Nobita no Bokujō Monogatari                          | PlayStation 4 Nintendo Switch Microsoft Windows | Bandai Namco Entertainment | -        | September 22, 2019       |
| Doraemon Story of Seasons: Friends of the Great Kingdom        | PlayStation 5 Nintendo Switch Microsoft Windows | Bandai Namco Entertainment | -        | Ngày 2 tháng 11 năm 2022 |

## Super Cassette Vision
- Doraemon Nobita's Time Machine the Great Adventure

## Virtual Boy
- Doraemon: Nobita no Doki Doki! Obake Land (cancelled) [8]

## Game Boy Advance
- Doraemon Board Game

## Wii
- Doraemon Wii
- Aces Go Places Game

## Wii U
- Fujiko F. Fujio Characters Daishuugou! SF Dotabata Party!![9]

## Sega Mega Drive
- Doraemon Yume Dorobou to 7 Nin No Gozans

## Sega Saturn
- Doraemon: Nobi Futo to Fukkatsu no Hoshi

## Dreamcast
- Boku, Doraemon

## Game Gear
- Doraemon: Wakuwaku Pocket Paradise
- GG Doraemon: Nora no Suke no Yabou

## PlayStation
- Doraemon 2: SOS! Otogi no Kuni
- Doraemon 3: Makai no Dungeon
- Doraemon: Nobitaito Fukkatsu no Hoshi
- Kids Station: Doraemon: Himitsu no Yojigen Pocket

## TurboGrafx 16
- Doraemon: Meikyū Daisakusen
- Doraemon Nobita no Dorabian Nights

## TurboGrafx CD
- Doraemon Nobita No Dorabian Nights

## 3DO
- Doraemon Yuujou Densetsu

## WonderSwan Color
- Pocket no Chuu no Doraemon

## Microsoft Windows/Xbox 360
- Aces Go Places Game

## iOS
- Glico x Stand By Me Doraemon (ngưng sản xuất)
- Glico Coloring[10] (ngưng sản xuất)
- Dino Fishing[11]
- 도라에몽 낚시 2 - 진구의 공룡대탐험[12]
- Doraemon Fishing 2+[13]
- Doraemon Fishing 2 HD[14]
- Doraemon Fishing 2S[15]
- Doraemon Gadget Rush[16]
- Doraemon MusicPad[17]
- Doraemon Repair Shop[18]
- Doraemon Repair Shop Seasons[19]
- Doraemon Comic World[20]

## Android
- Glico x Stand By Me Doraemon (ngưng sản xuất)
- Glico Coloring [10](ngưng sản xuất)
- Doraemon Fishing 2S[21] (ngưng sản xuất)
- Doraemon Gadget Rush[22]
- Doraemon MusicPad[23]
- Doraemon Repair Shop[24]
- Doraemon Repair Shop Seasons[25]
- Doraemon Comic World[26]
- Doraemon Doublixir[27]
- Doraemon Badge Blast[28]
- Doraemon Time Travel Dream[29]

#### Push-up type FL
- Doko demo dorayaki Doraemon

#### LCD
- Doraemon: Chú khủng long của Nobita
- Doraemon: Nobita thám hiểm vùng đất mới
- Doraemon: Nobita và binh đoàn người sắt
- Doraemon Nobita no I Love shizukachan
- Doraemon Nobita no dorayaki ya-san

#### LCD PAL
- Pakupaku Doraemon
- Doraemon Nobita Tây du ký
- Doraemon: Nobita và nước Nhật thời nguyên thủy
- Doraemon: Nobita và mê cung thiếc

#### ANIMEST
- Doraemon no dorayakihausu
- Isoge! Doraemon

#### Toripuruin-yō sofuto
- Doraemon shizukachan o sagase
- Doraemon sakkā yarou yo
- Doraemon: Nobita và lâu đài dưới đáy biển

#### Trò chơi điện tử khác
- Doraemon omoshiro-sa n kaku taimu mashin
- Doraemon no bōken meiro